# 克氏棘赤刀鱼
克氏棘赤刀鱼（学名：Acanthocepola krusensterni）为赤刀鱼科棘赤刀鱼属的鱼类，俗名婆带、赤条。分布于日本以及中国南海、台湾海峡等海域，生活习性为底栖。该物种的模式产地在日本长崎。